# Samolot zwalczania środków obrony powietrznej
Samolot zwalczania środków obrony powietrznej – samolot przystosowany do prowadzenia rozpoznania, lokalizacji i fizycznego neutralizowania lub niszczenia lądowych systemów obrony powietrznej przeciwnika, wykorzystujący urządzenia pomiarowe promieniujące energię elektromagnetyczną.